# 江別市役所
江別市役所（えべつしやくしょ）は、日本の地方公共団体である江別市の組織が入る施設（役所）である。
なお、この記事では主に本庁舎・別館・第二別館・教育庁舎について述べる。その他の施設については、「江別市役所水道庁舎」及び「江別市役所大麻出張所」を参照。

## アクセス

### 所在地
本庁舎・別館・第二別館
- 所在地：北海道江別市高砂町6番地
- 郵便番号：067-8674

教育庁舎
- 所在地：北海道江別市高砂町24番地の6
- 郵便番号：067-8674

### 公共交通機関（本庁舎）
電車
- JR高砂駅（徒歩約7分）

バス
- 中央バス（向ヶ丘下車徒歩5分）
- ジェイ・アール北海道バス（江別市役所前下車すぐ）

- 夕鉄バス（高砂駅下車徒歩7分）

## フロア構成
| 階  | 本庁舎 |
| --- | --- |
| 3F  | 議会事務局、第1委員会室、第2委員会室、応接室、正副議長室、議場、図書室 |
| 2F  | 子育て支援課（窓口16）、子ども育成課（窓口16）、市民生活課（窓口17）、総務課、総務課分室、危機対策・防災担当、職員課、財政課、契約管財課、秘書課、企画課、政策推進課、都市計画課、広報広聴課、記者クラブ、市長室、応接室、副市長室、公室、保健室                                                             |
| 1F  | 戸籍住民課、国保年金課（窓口4～6）、医療助成課（窓口7）、資産税課（窓口8、9）、市民税課（窓口10、11）、納税課（窓口12）、会計課（窓口13）、介護保険課（窓口14）、障がい福祉課（窓口15）、保護課（窓口19）、健康福祉部管理課、市民相談室、情報公開コーナー、ATM（北洋銀行・北海道銀行）、公金収納窓口、当直室 |
| B1F | 売店、理容室、職員組合 |
| 階  | 別館 |
| 2F  | 開発指導課、都市建設課、管理課 |
| 1F  | 建築指導課、建築住宅課、総務部契約管財課管財係分室、閲覧室 |
| 階  | 第二別館 |
| 2F  | 商工労働課、観光振興課、企業立地課、企業立地推進室、農業振興課、農業委員会事務局、消費者協会 |
| 1F  | 選挙管理委員会事務局、監査委員会事務局、監査委員室 |
| 階  | 教育庁舎 |
| 2F  | 総務課（教育委員会）、学校教育課、教育支援課、生涯学習課、スポーツ課 |

## 開庁時間
月曜日～金曜日 8時45分～17時15分（土曜日・日曜日・祝日は閉庁）

## 沿革
- 1966年（昭和41年）：市役所庁舎が高砂町に移転[7]。
- 1968年（昭和43年）：市役所大麻出張所が開設[7]。
- 1993年（平成5年）：市役所で第2、第4土曜日閉庁が開始[7]。
- 1994年（平成6年）：市役所で完全週５日制が開始[7]。
- 1999年（平成11年）：市役所庁舎西棟完成[7]。
- 2022年（令和4年）：「本庁舎等の整備に係る市の基本的な考え方」を公表[8]。
- 2023年（令和5年）：「江別市本庁舎建設基本構想」を公表[8]。

## 新庁舎建設の動き
江別市役所本庁舎は1966年（昭和41年）に建設されたもので、老朽化と耐震性（震度6強で倒壊する危険性が指摘されている。）の問題を抱えている江別市役所の本庁舎は、新しい庁舎を現在の市役所の北側にある空き地『江別高校跡地（江別市向ケ丘26）』に建て替え建設する方針である。新庁舎は市教育委員会庁舎・市水道庁舎など複数の施設を集約する予定であり、新庁舎の延べ床面積は、現庁舎よりも広い1万8千平方メートルとなる模様。
2022年には「本庁舎等の整備に係る市の基本的な考え方」を、2023年には「江別市本庁舎建設基本構想」を公表するなど、新庁舎建設の動きは現在も進んでいる。